# HD 17156
HD 17156은 카시오페이아자리 영역에 있는, 지구에서 약 255광년 떨어진 황색 준거성이다. 절대 등급은 약 +3.70이며 분광형은 G0로, 여기서 이 별은 태양보다 좀 더 뜨겁고, 중심핵에 있는 수소를 거의 다 소진한 상태로 볼 수 있다. 겉보기 등급은 +8.17로 맨눈으로는 보이지 않으나 성능 좋은 쌍안경으로 쉽게 관측할 수 있다. 태양에서 이 별까지의 정확한 거리는 255.19 광년 또는 78.14 파섹이다.
HD 17156의 질량은 태양보다 20 퍼센트 많고 반지름은 47퍼센트 크다. 이 별의 채층을 연구한 결과 연령은 57억 살 정도로 태양보다 10억 살 정도 나이가 더 많다. 스펙트럼 관찰에 의하면 이 별의 중원소 함량은 태양보다 74퍼센트 더 높다. 2008년 기준으로 이 별 주위에는 두 개의 외계 행성이 도는 것으로 알려졌으며, 그 중 하나는 존재가 입증되었다.

## 행성계
HD 17156 주위를 도는 행성 중 가장 먼저 발견된 것은 HD 17156b로, 2007년에 그 존재가 밝혀졌다. 2008년 2월 두 번째 행성 HD 17156c의 존재가 예측되었다.
| 동반 천체 (가까운 천체순) | 질량 (MJ) | 공전주기 (일) | 공전궤도 반지름 (AU) | 이심률 |
| ------------------------- | --------- | ------------- | -------------------- | ------ |
| b                         | 3.111     | 21.21725      | 0.1594               | 0.6717 |
| c                         | 0.063     | 111.314       | 0.481                | 0.136  |

## 같이 보기
- 외계 행성이 확인된 항성 목록